# Mike Origi
Michael Okoth Origi, detto Mike (Murang'a, 16 novembre 1967), è un ex calciatore keniota, di ruolo attaccante.

## Biografia
Anche suo figlio Divock è un calciatore.

## Carriera

### Club
Ha giocato nella massima serie dei campionati keniota e belga.

### Nazionale
Ha militato in nazionale dal 1989 al 2004, partecipando in totale a tre edizioni della Coppa d'Africa (1990, 1992 e 2004).

## Palmarès

### Club

#### Competizioni nazionali
- Campionato belga: 1

Genk: 1998-1999
- Coppa del Belgio: 1

Genk: 1999-2000